# ژان دورینگ
ژان دورینگ (به فرانسوی: Jean During) زاده ۱۹۴۷ میلادی، موسیقی‌دان و خاورشناس، مدیر تحقیقات در مرکز ملی تحقیقات در دانشگاه سوربن، نماینده انجمن فرانسوی موسیقی ملل و استاد دانشگاه استراسبورگ است.
وی سالیان متمادی از عمر خود را صرف تحقیق و شناخت فرهنگ و موسیقی ملل شرق، به ویژه ایران، آسیای میانه، افغانستان و آذربایجان کرده‌است. دورینگ از کارشناسان انگشت شمار موسیقی ایرانی در سطح جهان است و تألیفات متعددی در این زمینه دارد.

## زندگی‌نامه
ژان دورینگ در سال ۱۹۴۷ میلادی در فرانسه متولد شد. در ۱۳ سالگی به فراگیری گیتار پرداخت و در ۱۷ سالگی موفق به تدریس گیتار کلاسیک غربی در کنسرواتور ملی تولوز شد و کنسرت‌های مختلفی به صورت فردی یا به همراه ارکسترهای مجلسی برگزار کرد. پس از اخذ مدرک کارشناسی ارشد در رشته فلسفه، کشور فرانسه را به قصد آموختن موسیقی ایرانی ترک کرد و در ایران اقامت نمود. دو سال بعد موسیقی غربی را کاملاً کنار گذاشته و باشوق بسیار به نواختن تار و سه‌تار نزد بهترین استادان آن زمان از جمله، علی اکبر خان شهنازی، نورعلی برومند، داریوش صفوت، یوسف فروتن، سعید هرمزی و احمد عبادی پرداخت.
همچنین ایشان بین سالهای ۱۹۷۵ تا ۱۹۸۰ با استاد جلال ذوالفنون در زمینه آشناییشان با موسیقی ایرانی همکاری داشتند.
در سال ۱۹۷۸ جایزه سه‌تار در مسابقه باربد را از تلویزیون ملی ایران دریافت کرد. در همین زمان ردیف میرزا عبدالله را آوانویسی نمود که بعدها این اثر تحت عنوان «ردیف سازی موسیقی سنتی ایران»، ردیف تار و سه‌تار میرزا عبدالله، در سال ۱۳۷۰ توسط انتشارات سروش به چاپ رسید.
در سال ۱۹۷۵ رساله دکترای خود را ارائه داد که در سال ۱۹۸۳ در پاریس چاپ شد. ترجمه این رساله در سال ۱۳۸۳ بنام «سنت و تحول در موسیقی ایران» توسط انتشارات توس در ایران به چاپ رسید.
سپس به مدت ۴ سال دوره آموزش فلسفه ایرانی را در انجمن حکمت و فلسفه با استادانی چون هانری کربن، ت. ایزوتسو، حسین نصر و حائری گذراند. پس از آن به مدت یک سال به تدریس فلسفه در دبیرستان رازی مشغول شد. بعد از انقلاب اسلامی به فرانسه بازگشت و وارد مرکز پژوهش‌های علمی فرانسه شد. در سن ۳۹ سالگی با گذراندن دوره دکترای دولتی به اخذ عنوان پروفسور نائل آمد و پایان‌نامه‌اش در دو اثر مختلف به‌نام‌های «موسیقی و خلسه» و «موسیقی و عرفان در سنت اهل حق» به زبان فارسی ترجمه شده‌است.
دورینگ، پس از بررسی بافت فرهنگی ایران‌زمین و معرفی انواع سازهای ایرانی و فن اجرای آنها به معرفی و تحلیل وجوه نظری و صوری موسیقی ایرانی پرداخته و تأثیرهای عرفان، اساطیر تاریخ و فرهنگ را به طریق علمی و امروزی بر آنها نشان داده‌است.
کتاب «درآمد دوم: آهنگ سازی بر اساس اوزان قدیم و ردیف» مجموعه قطعات نت‌نگاری‌شده‌ای است که بر اساس قواعد موسیقی قدیم ایران، اولین بار در سال ۲۰۱۲ در قالب سی‌دی توسط مؤسسه فرهنگی-هنری ماهور منتشر شد. مقدمهٔ این کتاب ترجمه نیست و تألیف خود ژان دورینگ به فارسی است. وی به خوبی فارسی صحبت می‌کند و همسر او ایرانی است.
سه کتاب دیگر از دورینگ به نام‌های «روح ن‍غم‍ات: م‍وس‍یقی است‍اد ال‍ه‍ی»، «س‍نت و تحول در م‍وسیقی ایرانی» و «م‍وسیقی و عرفان: سنت شیعی اهل حق» توسط سودابه فضائلی، اسطوره‌شناس و مترجم به فارسی ترجمه و منتشر شده‌اند.

## آثار منتشر شده از ژان دورینگ به زبان فارسی
- ردیف سازی موسیقی سنتی ایران (۱۳۷۰)؛ ترجمهٔ پیروز سیار؛ انتشارات سروش[۳]
- موسیقی و عرفان در سنت اهل حق (۱۳۷۸)؛ ترجمهٔ سودابه فضائلی؛ انتشارات پرسش[۴][۵]
- روح نغمات: موسیقی استاد الهی (۱۳۸۲)؛ ترجمهٔ سودابه فضائلی؛ نشر جیحون[۶]
- سنت و تحول در موسیقی ایران (۱۳۸۳)؛ ترجمهٔ سودابه فضائلی، داریوش صفوت؛ نشر توس
- ردیف میرزا عبدالله (۱۳۸۵) سودابه آتشکار (مترجم)، محمد افتخاری (ویراستار)، ژان دورینگ (مقدمه به فارسی)[۷]؛ مؤسسه فرهنگی-هنری ماهور
- موسیقی و خلسه؟